# Šugrin
Šugrin (cirill betűkkel Шугрин) egy falu Szerbiában, a Piroti körzetben, a Piroti községben.

## Népesség
- 1948-ban 693 lakosa volt.
- 1953-ban 665 lakosa volt.
- 1961-ben 583 lakosa volt.
- 1971-ben 457 lakosa volt.
- 1981-ben 299 lakosa volt.
- 1991-ben 171 lakosa volt
- 2002-ben 95 lakosa volt,[1] akik közül 94 szerb (98,94%) és 1 ismeretlen.[2]